# Dunlop Srixon Fukushima Open
Dunlop Srixon Fukushima Open är en årligen arrangerad golftävling på den japanska golftouren. Tävlingen spelades första gången 2014 på Grandee Nasushirakawa Golf Club i Nishigō, Fukushima. 2016 var den totala prissumman ¥50,000,000, varav  ¥10,000,000 gick till vinnaren.
Grandee Nasushirakawa Golf Club är 6350 meter lång med par 72.

## Vinnare
| År   | Spelare            | Nationalitet | Resultat | Mot par |
| ---- | ------------------ | ------------ | -------- | ------- |
| 2017 | Katsumasa Miyamoto | Japan        | 266 slag | -22     |
| 2016 | Ryuko Tokimatsu    | Japan        | 263 slag | -25     |
| 2015 | Prayad Marksaeng   | Thailand     | 264 slag | -24     |
| 2014 | Satoshi Kodaira    | Japan        | 272 slag | -16     |

Den här artikeln är helt eller delvis baserad på material från engelskspråkiga Wikipedia.